# Ponadtlenek sodu
Ponadtlenek sodu – nieorganiczny związek chemiczny z grupy ponadtlenków, pomarańczowa substancja krystaliczna. Bardzo silny utleniacz. Rozkłada się powyżej temperatury 540 °C, często z wybuchem, na tlenek sodu i tlen:
4NaO
2 → 2Na
2O + 3O
2

## Otrzymywanie
W przemyśle otrzymywany przez utlenianie nadtlenku sodu czystym tlenem, pod wysokim ciśnieniem i w podwyższonej temperaturze:
Na
2O
2 + O
2 → 2NaO
2

## Zastosowanie
Stosowany w aparatach Kippa do wytwarzania tlenu, a także do regeneracji wydychanego gazu w oddycharkach.